# Wojtek Wolski
Wojtek Wolski (Zabrze, Poljska, 24. veljače 1986.) je poljsko-kanadski profesionalni hokejaš na ledu koji igra na poziciji lijevog krila. Trenutačno je član Phoenix Coyotesa koji se natječu u NHL-u.

## Klupska karijera
Wolski karijeru započinje 2001. godine u St. Michael Buzzersima koji se natjecao u OPJHL-u. Već sljedeće sezone prelazi u Brampton Battalion koji se natječe u OHL-u. U klubu provodi četiri sezone te na sebe privlači pozornost odličnim igrama čija kulminacija biva u njegovoj posljednjoj sezoni. Naime, samo u posljednjoj sezoni, odigravši 57 utakmica, uspio je prikupiti 128 bodova u regularnoj sezoni, postignuvši 47 pogodaka i 81 asistenciju. Za Battalionse odigrao je sveukupno 254 utakmice u regularnoj sezoni pri čemu je prikupio 328 bodova. S klubom je u tri navrata igrao u doigravanju OHL-a upisavši 23 nastupa i 20 bodova. 2006. godine osvaja nagradu MVP (za najkorisnijeg igrača) u OHL-u. Iste godine još osvaja dvije OHL-ove nagrade, a to su Red Tilson Trophy, za najistaknutijeg igrača u ligi, te William Hanley Trophy, za igrača s najboljim sportskim odlikama. Wolski je u Brampton Battalionu postavio nekoliko novih rekorda franšize kao što su rekordi za najviše golova, asistencija i bodova u karijeri, najviše asistencija i bodova u sezoni, najviše golova odluke, najviše bodova u utakmici, itd. 

### Colorado Avalanche (2005. – 2010.)
Na draftu 2004. godine u 1. krugu kao 21. izbor odabrali su ga Colorado Avalanche. Iako je gotovo cijelu sezonu 2005./06. proveo igrajući za Brampton Battalion u OHL-u, ipak pred kraj sezone započinje svoju profesionalnu karijeru u Avalancheu odigravši devet utakmica u regularnoj sezoni te osam u doigravanju NHL-a. Nakon toga ustalio se u prvoj momčadi te redovno nastupa za Avalanche.

### Phoenix Coyotes (2010.)
3. ožujka 2010. godine prelazi u Phoenix Coyotes koji su za njega u razmjeni s Avalacnheom dali Petera Muellera i Kevina Portera. Svoj prvi pogodak u dresu Coyotesa, ujedno i odlučujući, postiže upravo protiv svoje bivše momčadi i to 22 sekunde prije isteka posljednje trećine.

## Statistika karijere
Bilješka: OU = odigrane utakmice, G = gol, A = asistencija, Bod = bodovi, KM = kaznene minute
| 2001./02.       | St. Michael's Buzzers | OPJHL           | 33  | 16  | 33  | 49  | 40  | —  | —  | — | —  | —  |
| 2002./03.       | Brampton Battalion    | OHL             | 64  | 25  | 32  | 57  | 24  | 11 | 5  | 0 | 5  | 6  |
| 2003./04.       | Brampton Battalion    | OHL             | 66  | 29  | 41  | 70  | 30  | 12 | 5  | 3 | 8  | 8  |
| 2004./05.       | Brampton Battalion    | OHL             | 67  | 29  | 44  | 73  | 41  | 6  | 2  | 5 | 7  | 6  |
| 2005./06.       | Brampton Battalion    | OHL             | 57  | 47  | 81  | 128 | 46  | —  | —  | — | —  | —  |
| 2005./06.       | Colorado Avalanche    | NHL             | 9   | 2   | 4   | 6   | 4   | 8  | 1  | 3 | 4  | 2  |
| 2006./07.       | Colorado Avalanche    | NHL             | 76  | 22  | 28  | 50  | 14  | —  | —  | — | —  | —  |
| 2007./08.       | Colorado Avalanche    | NHL             | 77  | 18  | 30  | 48  | 14  | 7  | 2  | 3 | 5  | 2  |
| 2008./09.       | Colorado Avalanche    | NHL             | 78  | 14  | 28  | 42  | 28  | —  | —  | — | —  | —  |
| 2009./10.       | Colorado Avalanche    | NHL             | 43  | 15  | 23  | 38  | 12  |    |    |   |    |    |
| Sveukupno - OHL | Sveukupno - OHL       | Sveukupno - OHL | 254 | 130 | 198 | 328 | 141 | 29 | 12 | 8 | 20 | 20 |
| Sveukupno - NHL | Sveukupno - NHL       | Sveukupno - NHL | 283 | 71  | 113 | 184 | 72  | 15 | 3  | 6 | 9  | 4  |

## Zanimljivosti
Wolski je napustio Poljsku 1989. godine, zajedno s roditeljima i starijim bratom. Dvije godine kasnije trajno se nastanjuje u Torontu. Prva NHL utakmica koju je gledao bio je dvoboj Avalanchea i New York Rangersa u Madison Square Gardenu. Nakon te utakmice Avalanche mu je postao najdraži klub, a Joe Sakic uzor u osobnoj karijeri.

## Vanjske poveznice
- Profil na NHL.com
- Profil na The Internet Hockey Database